# شارلوته ياكوبس
شارلوته ياكوبس (بالهولندية: Charlotte Jacobs)‏ هي سفرجات وصيدلانية هولندية، ولدت في 13 فبراير 1847 في سابامير في هولندا، وتوفيت في 31 أكتوبر 1916 في لاهاي في هولندا.